# Binomio de Oro de América
Binomio de Oro de América est un groupe colombien de vallenato, originaire de Barranquilla. Il est fondé en 1976 par le chanteur principal Rafael Orozco Maestre et l'accordéoniste Israel Romero dans la région des Caraïbes de Colombie le 16 juin 1976. Le groupe grandit en popularité dans les années 1980 et 1990 et développe une popularité grand public au Venezuela, en particulier dans la ville de Maracaibo et au Mexique, principalement dans la ville de Monterrey.

## Histoire

### Débuts
Le groupe est officiellement formé par le chanteur vallenato Rafael Orozco et l'accordéoniste Israel Romero le 16 juin 1976. Orozco et Romero étaient tous deux des étudiants qui suivaient des cours universitaires dans la ville de Barranquilla. Romero venait d'enregistrer un LP avec le chanteur Emilio Oviedo, avec de fortes influences du chanteur Jorge Oñate, des frères Lopez, de l'accordéoniste Colacho Mendoza et des Los Hermanos Zuleta qui étaient les groupes vallenato traditionnels du moment. Romero avait eu du succès avec les chansons à succès Amanecemos Parrandeando et Digan lo que digan. Orozco venait d'enregistrer les chansons Cariñito de mi vida de Diomedes Diaz, Presentimiento et Adelante.

### Après Orozco
Après l'assassinat d'Orozco, Romero prend le groupe sous sa direction. Il a su maintenir la popularité du groupe en embauchant de jeunes talents et en conservant toujours un nouveau style. Romero embauche d'abord Gabriel « El Gaby » García qui est physiquement très similaire à Orozco et se fait passer pour lui, le chœur était Jean Carlos Centeno et l'autre était Richard Salcedo, ainsi que son neveu accordéoniste JF « El Morre » Romero. Ils font leurs débuts au Venezuela dans le cadre d'un concours national de télévision populaire Premio Orquidea qu'ils remportent cette année-là. Binomio de Oro enregistre ensuite le premier album sans Orozco intitulé Todo corazón avec Romero assis à côté d'une chaise vide, afin de signifier que son partenaire était irremplaçable. L'album comprenait également une chanson de Rafael Orozco intitulée Solo para ti qui est devenue un succès important.
En 1996, Jean Carlos Centeno et Jorge Celedón sont devenus les chanteurs principaux du Binomio de Oro avec Romero comme accordéoniste, et son neveu après le départ de Garcia. En 1999, le chanteur Jorgito Celedon quitte le groupe pour poursuivre une carrière solo et est remplacé par Junior Santiago. Plus tard, Junior Santiago et « Morre » Romero se séparent du groupe pour former leur propre groupe de vallenato.

### Années 2000
Après deux albums à succès avec le label Codiscos, Más cerca de ti et Difícil de igualar, la chanson Niña Bonita, initialement enregistrée en studio en 2003 mais remastérisée en 2004, devient la chanson de l'année en Colombie, devant des artistes internationaux comme Juanes et Shakira. Les versions studio et remastérisée de la chanson ont été enregistrées avec les voix de Jean Carlos Centeno et de Júnior Santiago, montrant à quel point les timbres de voix des deux sont similaires, ce qui en fait un succès, mais après le départ de Júnior Santiago du groupe, une version et une vidéo de la chanson ont été réalisées avec les voix de Jean Carlos Centeno et de Alejandro Palacio.
Fin 2003, Júnior Santiago quitte le groupe avec l'accordéoniste Morre Romero, formant un nouveau groupe de vallenata sans grand succès. Début 2004, Alejandro Palacio, un jeune homme originaire de Santa Marta et résidant à Miami (États-Unis), rejoint le groupe, remplaçant Júnior Santiago.
Romero est remplacé par Marcos Bedoya comme second accordéoniste. Par la suite, Jean Carlos Centeno, après 12 ans d'identification nationale et internationale en tant que chanteur incontesté du groupe, a mis fin à son contrat avec le groupe le 31 décembre 2005, entamant ainsi une carrière solo. À la place de Centeno, le chanteur Didier Moreno (chanteur) a rejoint le groupe. Selon Centeno, il a quitté le groupe après avoir demandé une augmentation de salaire qui lui a été refusée par Israel Romero, ainsi qu'en désaccord avec l'enregistrement de la chanson et de la vidéo de Niña Bonita avec la voix d'Alejandro Palacio.
L'un des choristes du groupe devient l'une des voix principales du groupe ; Dubán Bayona, qui remplace Alejandro Palacio dans le groupe. La même année, Marcos Bedoya se retire pour se consacrer à la musique chrétienne et, à sa place, l'accordéoniste vénézuélien Carlos Humberto López rejoint le groupe.

### Années 2010
En 2010, Orlando Acosta se retire et, début 2013, Dubán Bayona se retire pour former son groupe avec l'accordéoniste Jimmy Zambrano le remplaçant comme vocaliste son frère Deiner Bayona rejoignant également le groupe Jhonatan Jaraba et le fils d'Israel Romero, le chanteur Israel David Romero. En avril de la même année, Didier Moreno quitte le groupe et, en septembre 2015, Carlos Humberto López quitte le groupe pour devenir l'accordéoniste d'Alejandro Palacio, le remplaçant par Samir Vence Romero. En mars 2016, Jhonatan Jaraba se retire pour devenir le chanteur du Grupo Kvrass et en remplacement, le chanteur vénézuélien Jean Piero Spano entre. En mai 2017, Deiner Bayona se retire. En juin 2019, Jean Piero Spano se retire également pour commencer sa carrière solo, en plus d'être affecté par la mort prématurée de sa femme lors de l'accouchement du premier enfant du chanteur, et dans son remplacement entre Maikol Delgado et entre également la première chanteuse Paulinna Velásquez.

### Années 2020
En juin 2023, Maikol Delgado prend sa retraite pour devenir le chanteur des Inquietos del Vallenato et son frère Neider Delgado prend sa place.